# Arkainsaari
Arkainsaari är en ö i Finland. Den ligger i sjön Kivijärvi och i kommunen Klemis i den ekonomiska regionen  Villmanstrands ekonomiska region  och landskapet Södra Karelen, i den södra delen av landet, 180 km nordost om huvudstaden Helsingfors. Öns area är 27,2 hektar och dess största längd är 0,9 kilometer i öst-västlig riktning.